# Me lo dicono tutti!
Me lo dicono tutti! è stato un programma televisivo italiano andato in onda in prima serata su Rai 1 condotto da Pino Insegno, basato sul format I get that a lot della rete televisiva americana CBS. La prima edizione è stata trasmessa dal 7 maggio 2011 al 21 maggio 2011, la seconda dal 28 settembre 2011 al 5 ottobre 2011 e la terza dal 24 agosto 2012 al 31 agosto 2012.

## Il programma
Il programma prevedeva che dei personaggi famosi facessero scherzi alla gente comune con il trucco della candid camera, esattamente l'opposto di ciò che avviene con Scherzi a parte, fingendo di essere a loro volta persone comuni con un lavoro comune: nel caso la gente li avesse riconosciuti, i vip avrebbero inizialmente negato rispondendo loro con la frase che dà il titolo al programma: "Me lo dicono tutti!".
| Edizioni | Periodo           | Periodo        | Puntate | Conduzione   | Regia   | Studio di messa in onda                     |
| Edizioni | Inizio            | Fine           | Puntate | Conduzione   | Regia   | Studio di messa in onda                     |
| -------- | ----------------- | -------------- | ------- | ------------ | ------- | ------------------------------------------- |
| 1°       | 7 maggio 2011     | 21 maggio 2011 | 3       | Pino Insegno | Jocelyn | Teatro delle Vittorie di Roma               |
| 2°       | 28 settembre 2011 | 5 ottobre 2011 | 2       | Pino Insegno | Jocelyn | Auditorium Rai Domenico Scarlatti di Napoli |
| 3°       | 24 agosto 2012    | 31 agosto 2012 | 2       | Pino Insegno | Jocelyn | Auditorium Rai Domenico Scarlatti di Napoli |

## Edizioni

### Prima edizione
La prima edizione fu condotta da Pino Insegno (con le vallette Elisa Silvestrin, Rosaria Cannavò e Margherita Zanatta) su Rai 1 ogni sabato sera, precisamente nella fascia oraria della prima serata, dal 7 maggio 2011 al 21 maggio 2011.
| # | Messa in onda  | Protagonisti | Telespettatori | Share  |
| - | -------------- | --- | -------------- | ------ |
| 1 | 7 maggio 2011  | Lino Banfi, Rosanna Banfi, Fabrizio Frizzi, Barbara De Rossi, Manuela Arcuri, Arisa, Bianca Guaccero, Gabriele Cirilli, Salvo Veneziano e Max Giusti | 3.958.000      | 18,56% |
| 2 | 14 maggio 2011 | Nancy Brilli, Al Bano, Cristina Chiabotto, Emanuele Filiberto di Savoia, Gianmarco Tognazzi, Paolo Conticini e Anna Tatangelo                        | 3.805.000      | 18,01% |
| 3 | 21 maggio 2011 | Valeria Marini, Marco Marzocca, Claudio Lippi, Raul Cremona, Elisabetta Gregoraci, Loredana Lecciso, Adriano Pappalardo e Den Harrow                 | 3.856.000      | 18,69% |

### Seconda edizione
La seconda edizione fu condotta da Pino Insegno (con le vallette Elisa Silvestrin, Rosaria Cannavò e Guendalina Tavassi) su Rai 1 ogni mercoledì sera, precisamente nella fascia oraria della prima serata, dal 28 settembre 2011 al 5 ottobre 2011.
| # | Messa in onda     | Protagonisti | Telespettatori | Share  |
| - | ----------------- | --- | -------------- | ------ |
| 1 | 28 settembre 2011 | Christian Panucci, Katia Ricciarelli, Aldo Montano, Francesco Pannofino, Anna Falchi, Pippo Franco, Maria Grazia Cucinotta e Roberto Mercandalli | 2.982.000      | 11,89% |
| 2 | 5 ottobre 2011    | Maurizio Battista, Lillo e Greg, Dario Vergassola, Nina Seničar e Paola Barale                                                                   | 2.613.000      | 10,67% |

### Terza edizione
La terza edizione fu condotta da Pino Insegno (con le vallette Elisa Silvestrin, Rosaria Cannavò ed Elena Morali) su Rai 1 ogni venerdì sera, precisamente nella fascia oraria della prima serata, dal 24 agosto 2012 al 31 agosto 2012.
| # | Messa in onda  | Protagonisti | Telespettatori | Share  |
| - | -------------- | --- | -------------- | ------ |
| 1 | 24 agosto 2012 | Rossella Brescia, Nino D'Angelo, Pamela Prati, Eleonora Giorgi, Sergio Friscia, Michele Placido, Licia Colò e Marco Columbro           | 2.000.000      | 12,76% |
| 2 | 31 agosto 2012 | Anna Tatangelo, Paolo Belli, Giorgio Mastrota, Biagio Izzo, Giancarlo Fisichella, Max Pisu, Rodolfo Laganà, Giobbe Covatta e Luca Ward | 2.291.000      | 12,45% |